# HMS Somali
Lo HMS Somali (pennant number F33) fu un cacciatorpediniere della Royal Navy britannica appartenente alla classe Tribal, entrato in servizio nel dicembre 1938; attivo durante la seconda guerra mondiale, prese parte alla campagna di Norvegia e alle operazioni nel teatro dell'Artico finendo affondato il 24 settembre 1942 a sud-est della Groenlandia a causa dei gravi danni riportati il 20 settembre precedente in un siluramento operato dal sommergibile tedesco U-703.

## Storia

### Operazioni nel Mare del Nord e campagna di Norvegia
Ordinata ai cantieri della Swan Hunter di Wallsend il 19 giugno 1936, la nave fu impostata in 26 agosto 1936 e varata il 24 agosto 1937 con il nome di Somali in onore dell'omonimo gruppo etnico dell'Africa, prima e unica unità della Royal Navy a portare questo nome. Entrata in servizio il 12 dicembre 1938, l'unità fu assegnata alla Home Fleet e dopo varie esercitazioni nella zona di Portland nel febbraio 1939 si trasferì a Lisbona insieme ad altre unità britanniche per una vista di cortesia, procedendo poi alla volta di Gibilterra per svolgere manovre addestrative congiuntamente alla Mediterranean Fleet; il 14 febbraio, durante una violenta tempesta, il Somali riportò danni per la collisione con la nave passeggeri olandese Sibajak mentre era all'àncora a Gibilterra, venendo tuttavia rapidamente riparato e riprendendo dopo poco le manovre addestrative prima di trasferirsi in marzo a Portsmouth per riparazioni più approfondite. Rientrato pienamente in servizio il 27 aprile, il Somali compì una visita di cortesia a Cherbourg tra il 3 e l'8 maggio mentre nel giugno seguente fu invece distaccato nel Mare d'Irlanda per partecipare alle operazioni di recupero dello scafo del sommergibile HMS Thetis, affondato con tutto l'equipaggio durante delle prove in mare; dopo lavori di manutenzione di routine a Portsmouth, in agosto il cacciatorpediniere partecipò a manovre addestrative congiunte in Atlantico tra le flotte britannica e francese.
Allo scoppio della seconda guerra mondiale nel settembre 1939, il Somali fu dislocato in Atlantico per intercettare i mercantili tedeschi diretti in patria; il 3 settembre, appena due ore dopo la formale dichiarazione di guerra del Regno Unito alla Germania, il Somali intercettò e fece prigioniero il piroscafo tedesco Hanna Böge diretto ad Amburgo dal Canada, che divenne così la prima unità nemica catturata dalla Royal Navy nella guerra. Il 26 settembre il Somali partecipò, insieme ad altre unità britanniche, alla scorta del sommergibile HMS Spearfish, rimasto danneggiato dall'attacco di unità tedesche mentre operava nel Mare del Nord, mentre tra il 29 e il 30 settembre il cacciatorpediniere rivendicò l'affondamento, poi non confermato, di un U-Boot nemico mentre scortava un convoglio navale diretto in Norvegia.
Il 14 ottobre il Somali partecipò all'infruttuosa caccia al sommergibile tedesco U-47, reduce dall'affondamento della nave da battaglia HMS Royal Oak all'interno della rada di Scapa Flow, mentre a fine mese fu inviato a scortare le unità maggiori britanniche impegnate nell'intercettazione delle navi da battaglia tedesche nel Mare del Nord; tra il novembre 1939 e il gennaio 1940 il Somali continuò con le missioni di scorta alle unità maggiori della Home Fleet nel Mare del Nord e nell'Atlantico settentrionale, ma i problemi alle turbine comuni sulle unità della classe Tribal costrinsero l'unità a un ciclo di lavori a Middlesbrough protratti dalla fine di gennaio ai primi di marzo.
A partire dal 7 aprile il Somali fu impegnato negli eventi della campagna di Norvegia: oltre a scortare le unità da guerra della Home Fleet, il cacciatorpediniere partecipò a varie missioni di ricerca di navi tedesche nei fiordi norvegesi, agli sbarchi anfibi della campagna di Namsos e all'evacuazione via mare dei reparti alleati dopo la sconfitta nella battaglia di Åndalsnes; durante la campagna norvegese il Somali finì più volte sotto attacchi aerei dei tedeschi, riportando danni leggeri il 1º maggio davanti Åndalsnes e altri più seri il 14 maggio mentre supportava lo sbarco di reparti britannici a Bodø, quando una bomba lo centrò sul lato di dritta sotto la linea di galleggiamento. Rientrato in patria, il Somali fu messo in cantiere per lavori di riparazione protrattisi fino a settembre, quando l'unità tornò in forza alla Home Fleet come nave ammiraglia della 6th Destroyer Flotilla; dopo le solite missioni di scorta di routine nelle acque di casa, ai primi di marzo 1941 il cacciatorpediniere fu distaccato per partecipare a un'incursione di reparti di British Commandos contro le Isole Lofoten (operazione Claymore): il 4 marzo, mentre copriva lo sbarco dei Commandos a Svolvær, il Somali ingaggiò il pattugliatore tedesco Krebs, incendiandolo e recuperando dal relitto alcuni componenti di una macchina per cifratura del tipo Enigma, poi risultati utili nel lavoro di decrittazione delle comunicazioni tedesche portato avanti dal centro di Bletchley Park.

### Operazioni nell'Artico
Rientrato in patria, ai primi di maggio il Somali fu inviato nelle acque dell'Atlantico settentrionale per intercettare la nave meteorologica tedesca Munchen segnalata in zona: l'unità fu individuata e abbordata il 7 maggio, e anche se l'equipaggio tedesco riuscì a gettare in mare la macchina Enigma di cui era dotato la squadra di abbordaggio del Somali recuperò importanti documenti segreti riguardanti la cifratura delle comunicazioni nemiche. A fine maggio il Somali fu inviato a partecipare alla caccia alla Bismarck, ma dovette rientrare alla base senza essere entrata in contatto con l'unità nemica a causa della penuria di carburante; dopo lavori di manutenzione di routine tra giugno e luglio, il 4 agosto il Somali fu assegnato alla scorta della nave da battaglia HMS Prince of Wales diretta a Terranova per trasportare il primo ministro britannico Winston Churchill a un incontro con il presidente statunitense Franklin Roosevelt, ma il 6 agosto dovette rientrare alla base a causa delle pessime condizioni del mare che gli impedivano di proseguire senza rischiare danni.
Il 30 agosto il Somali partecipò a una delle prime operazioni di rifornimento dell'Unione Sovietica attraverso il Mar Glaciale Artico (i cosiddetti "convogli artici"), scortando la portaerei HMS Argus diretta ad Arcangelo per consegnare ai sovietici aerei da caccia Hawker Hurricane e personale specialistico della Royal Air Force; il 12 settembre, durante il viaggio di ritorno, il cacciatorpediniere fece invece da scorta alla portaerei HMS Victorious diretta a lanciare un attacco aereo su Bodø. L'unità continuò poi con le missioni di scorta alla Home Fleet nelle acque di casa, e l'8 dicembre imbarcò l'ambasciatore sovietico nel Regno Unito diretto a Scapa Flow per una visita; tra il 26 e il 27 dicembre, invece, il Somali partecipò a una nuova incursione di Commandos alle isole Lofoten (operazione Anklet), coprendo lo sbarco dei reparti nel Vestfjorden.
All'inizio del gennaio 1942 il Somali fu permanentemente assegnato alla protezione dei convogli artici diretti in Unione Sovietica dall'Islanda, partecipando alla scorta dei convogli PQ-8 e QP-6 (entrambi in gennaio), PQ-14, QP-10 e PQ-15 (tutti in aprile); tra il 13 e il 15 maggio partecipò alla scorta dell'incrociatore HMS Trinidad, rimasto gravemente danneggiato, da Murmansk alla volta del Regno Unito, prendendo poi a bordo l'equipaggio dell'unità quando questa fu abbandonata e affondata per i troppi danni. In agosto il Somali fece una fugace apparizione nel teatro del mar Mediterraneo: temporaneamente distaccato presso la Force H di Gibilterra, tra il 10 e il 17 agosto il cacciatorpediniere prese parte alla scorta di un grosso convoglio di rifornimenti diretto a Malta (operazione Pedestal), azione culminata nell'ampia battaglia di mezzo agosto contro le forze aeronavali italo-tedesche; durante l'azione il Somali finì ripetutamente sotto attacco e riportò danni al suo armamento antiaereo.

### L'affondamento
Ritornato alla scorta dei convogli artici, il 9 settembre 1942 il Somali si aggergò alla scorta del convoglio PQ-18 salpato dall'Islanda alla volta di Murmansk, per poi essere distaccato il 16 settembre per andare a fornire protezione al convoglio QP-14 diretto in senso opposto. Alle 19:20 del 20 settembre, mentre era impegnato insieme al pari classe HMS Ashanti in una caccia a un sommergibile segnalato a poppa del convoglio, il Somali fu colpito nella posizione 74° 40' N, 02° 00' W da un siluro lanciato dal sommergibile tedesco U-703: l'esplosione tranciò tutti i longheroni principali sul lato di dritta, in modo che la nave rimase tenuta insieme solo dal ponte superiore e dalla chiglia, e causò l'allagamento della sala macchine oltre che cinque morti e quattro feriti tra l'equipaggio; le paratie su entrambi i lati della falla furono prontamente puntellate e sembrava che tenessero, ma non c'era corrente elettrica se non da un generatore diesel ausiliario inaffidabile che alimentava le pompe di sentina. Il comandante dell'unità, capitano di corvetta Colin Douglas Maud, decise di tentare il salvataggio della nave ed evacuato il personale non necessario sul peschereccio armato Lord Middleton, fece prendere a rimorchio il Somali dallo Ashanti procedendo poi alla ridotta velocità di sette nodi alla volta del porto di Akureyri.
Il Somali riuscì a proseguire per 420 miglia nonostante il forte sbandamento di più di 15°, finché nella notte tra il 23 eil 24 settembre le condizioni del mare non iniziarono a peggiorare; nel bel mezzo di una burrasca di neve, il cavo di rimorchio finì con lo spezzarsi lasciando la nave a inclinarsi sempre di più, finché non si spezzò anch'essa in due tronconi: la poppa affondò rapidamente mentre il troncone di prua si sollevò quasi verticalmente prima di scomparire sott'acqua nella posizione 69º 11' N, 15º 32' W, a est della costa sud-orientale della Groenlandia. Tra l'equipaggio si contarono 77 morti, mentre altri 35 uomini tra cui il comandante Maud furono tratti in salvo dallo Ashanti.